# André-Jacques Garnerin
André-Jacques Garnerin (ur. 31 stycznia 1769 w Paryżu, zm. 18 sierpnia 1823 tamże) – francuski skoczek spadochronowy i pilot balonowy. Jako pierwszy człowiek na świecie wykonał skok na spadochronie – 22 października 1797 roku, z wysokości około 700 metrów, na urządzeniu zaprojektowanym samodzielnie.
Jego żoną była Jeanne-Geneviève Garnerin (z domu Labrosse), która wkrótce poszła za jego przykładem i jako pierwsza kobieta na świecie skoczyła ze spadochronem w 1799 roku.

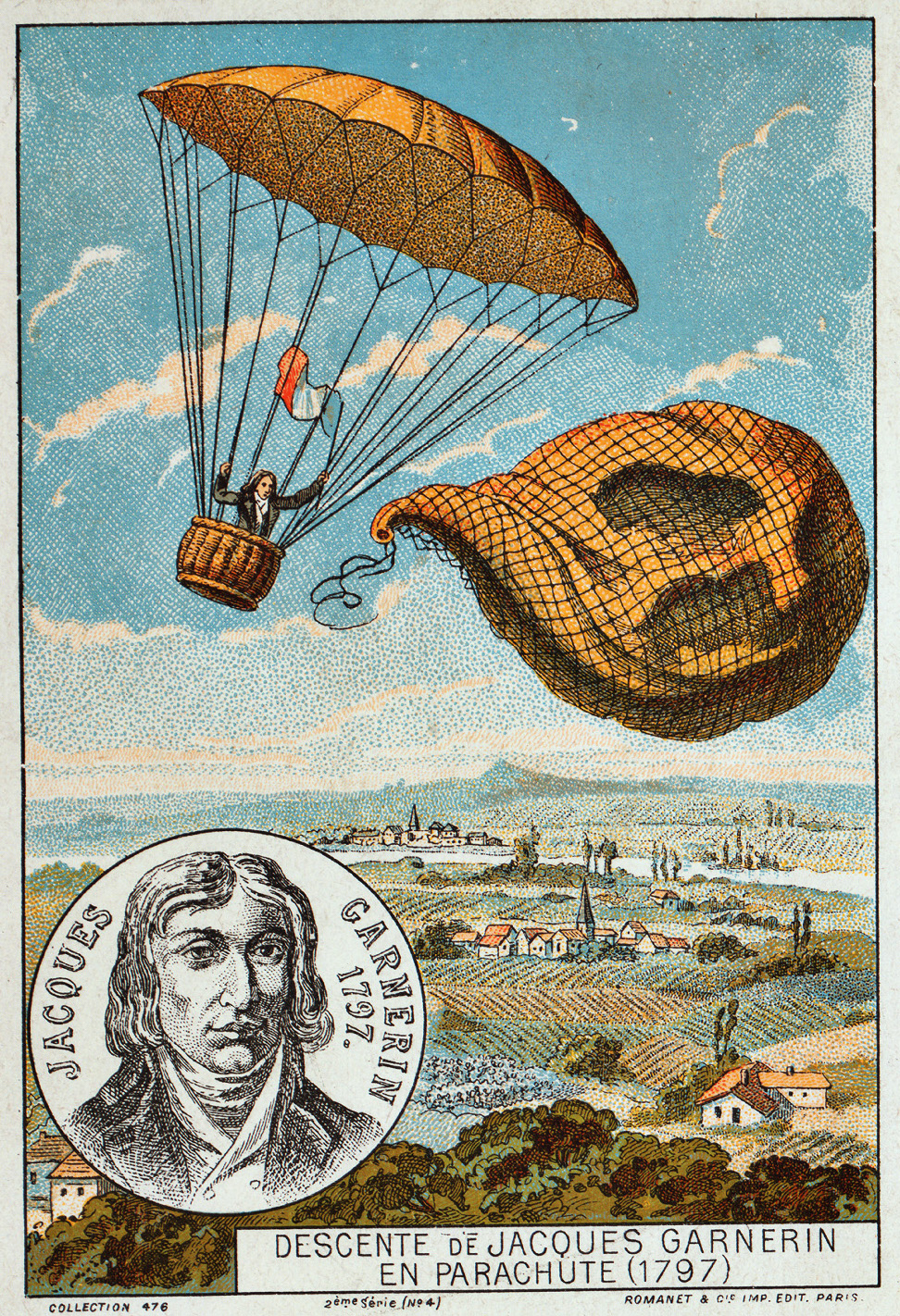
Karta kolekcjonerska przedstawiająca skok Garnerina ze spadochronem

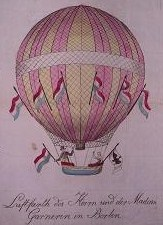
Garnerin, Berlin 1803